# Волевич, Леонид Романович
Леони́д Рома́нович Воле́вич (11 июля 1934 — 26 апреля 2007) — советский и российский математик.

## Биография
Родился в Москве, в еврейской семье из Царства Польского. Отец, Роман Владимирович Волевич (1898—?), выпускник варшавской гимназии, был врачом-невропатологом, полковник медицинской службы, автор монографии «Узелковый периартериит» (1960). Мать, Ирма Владимировна (1909 — после 1987), выпускница Литературного института имени А. М. Горького, литературовед, кандидат филологических наук, преподавала зарубежную литературу и занималась переводами, автор монографии «Современная литература Нидерландов» (1962).
Окончил московскую школу № 170. В 1952 году поступил на механико-математический факультет МГУ, в 1957—1960 годах учился в аспирантуре (научный руководитель К. И. Бабенко).
С 1956 по 2007 годы работал в Отделении прикладной математики Математического института имени В. А. Стеклова (впоследствии — Институт прикладной математики АН СССР имени М. В. Келдыша), с 1997 года главный научный сотрудник.
В 1971 году защитил докторскую диссертацию «Исследования по неоднородным псевдодифференциальным операторам, вопросы регулярности решений, задача Коши».
Автор более 60 работ в области общей теории уравнений в частных производных.
С 1965 года заместитель главного редактора, в дальнейшем главный редактор журнала «Труды Московского Математического общества».
Умер 26 апреля 2007 года после тяжёлой болезни.

## Семья
Жена (с 1966 года) — Ирина Яковлевна Волевич (урождённая Солодовник), переводчик художественной прозы на русский язык. Сыновья — Владимир (1967) и Михаил (1974).